# Jesús del Nero
Jesús del Nero (Chinchón, Madrid, 16 de marzo de 1982) es un ciclista español.
Hizo su debut como profesional en el año 2005 con el equipo Orbea. Su último equipo profesional fue el Team NetApp en 2011.

## Palmarés
2004
- 1 etapa de la Vuelta a la Comunidad de Madrid

2005
- 1 etapa del Tour del Porvenir

## Resultados en Grandes Vueltas
| Carrera | Carrera         | 2005 | 2006 | 2007 | 2008 | 2009 | 2010 | 2011 |
| ------- | --------------- | ---- | ---- | ---- | ---- | ---- | ---- | ---- |
|         | Giro de Italia  | —    | —    | —    | —    | Ab.  | —    | —    |
|         | Tour de Francia | —    | —    | —    | Ab.  | —    | —    | —    |
|         | Vuelta a España | —    | —    | —    | —    | 66.º | —    | —    |

—: no participa
Ab.: abandono

## Equipos
- Orbea (2005)
- 3 Molinos-Resort (2006)
- Saunier Duval/Fuji-Servetto (2007-2009)
  - Saunier Duval-Prodir (2007)
  - Saunier Duval-Scott (2008)
  - Fuji-Servetto (2009)
- Centro de Ciclismo de Loulé-Louletano (2010)
- Team NetApp (2011)